# 1943 في المملكة المتحدة

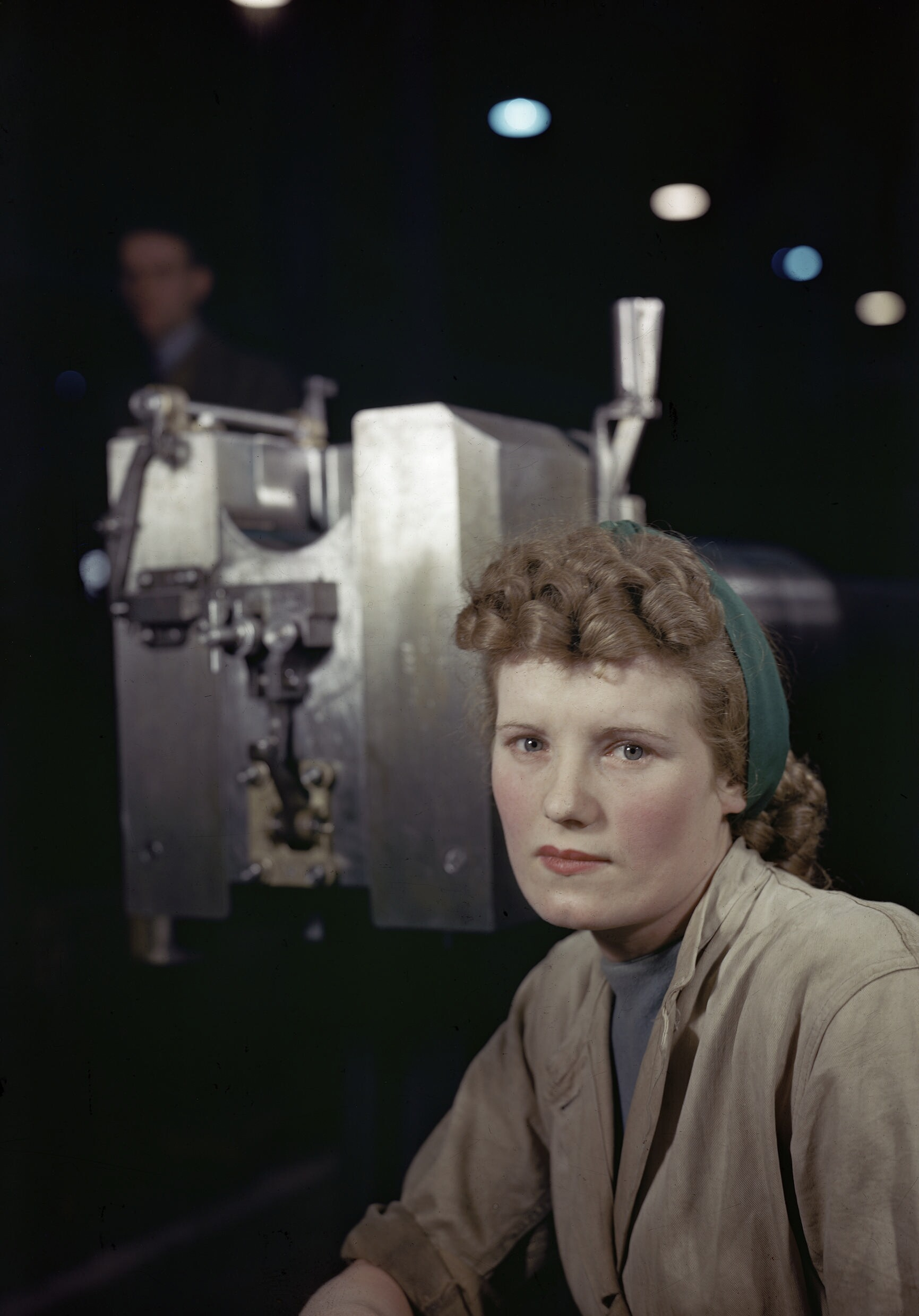
Mrs C Graham, a war worker involved in the manufacture of 17-pdr anti-tank guns, 1943

فيما يلي قوائم الأحداث التي وقعت خلال عام 1943 في المملكة المتحدة.

## سياسة

### انتهاء فترة المنصب
- 21 سبتمبر – هوارد كينغسلي وود مستشار الخزانة.
- 24 سبتمبر – كليمنت أتلي Secretary of State for Dominion Affairs [الإنجليزية]‏.

## كتب
من الكتب التي صدرت هذه السنة في المملكة المتحدة:
- 1 يناير – الرباعيات الأربع من تأليف ت. س. إليوت.
- 1 يناير – ركوب التيار من تأليف أجاثا كريستي.

## مواليد

### يناير
- 1 يناير – آلون دافيس
- 1 يناير – روبرت سميث عسكري من المملكة المتحدة.
- 6 يناير – تيري فينابلز
- 18 يناير – بول فريمان ممثل بريطاني.
- 26 يناير – آن براون

### فبراير
- 19 فبراير – تيم هانت
- 20 فبراير – مايك لي
- 22 فبراير – تيري إيجلتون
- 25 فبراير – جورج هاريسون

### مارس
- 6 مارس – غوردون جونز لاعب كرة قدم من المملكة المتحدة.
- 8 مارس – لين ريدغريف
- 10 مارس – رودني غولد متسابق دراجات نارية من المملكة المتحدة.
- 17 مارس – إيرني هنت لاعب كرة قدم من المملكة المتحدة.
- 28 مارس – ريتشارد اير
- 29 مارس – جون ميجر

### أبريل
- 24 أبريل – غوردون وست لاعب كرة قدم إنجليزي.
- 25 أبريل – توني كريستي
- 29 أبريل – إيان كيرشو مؤرخ بريطاني.

### مايو
- 8 مايو – بات باركر كاتبة بريطانية.
- 9 مايو – فينس كيبل
- 9 مايو – كولين بيلينغر
- 14 مايو – جاك بروس
- 22 مايو – بيتي ويليامز
- 25 مايو – جاك أبوت لاعب كرة قدم بريطاني.
- 27 مايو – سيلا بلاك

### يونيو
- 13 يونيو – مالكولم ماكدويل ممثل إنجليزي.
- 20 يونيو – غوردون والاس لاعب ومدرب كرة قدم اسكتلندي.
- 20 يونيو – كيث راينر نفساني من الولايات المتحدة الأمريكية.
- 22 يونيو – مايكل كوسترليتز فيزيائي بريطاني.

### يوليو
- 4 يوليو – آدم هارت-دايفيس
- 4 يوليو – جون بندري فيزيائي بريطاني.
- 5 يوليو – مارك كوكس لاعب كرة مضرب من المملكة المتحدة.
- 14 يوليو – كريستوفر بريست
- 15 يوليو – جوسلين بيل بورنيل
- 23 يوليو – بوبي ويلسون لاعب كرة قدم اسكتلندي.
- 26 يوليو – ميك جاغر
- 28 يوليو – ريتشارد رايت

### أغسطس
- 4 أغسطس – مارغريت لي ممثلة بريطانية.
- 5 أغسطس – أندي روكسبورغ لاعب ومدرب كرة قدم اسكتلندي.
- 17 أغسطس – جون همفريز
- 20 أغسطس – سيلفستر مكوي ممثل بريطاني.

### سبتمبر
- 6 سبتمبر – روجر ووترز
- 6 سبتمبر – ريتشارد روبرتس
- 28 سبتمبر – إينيز ماكورماك نقابية من المملكة المتحدة.

### أكتوبر
- 16 أكتوبر – تومي جيمل لاعب ومدرب كرة قدم.
- 28 أكتوبر – جيمي ماكراي سائق رالي من المملكة المتحدة.
- 29 أكتوبر – نورمان هنتر لاعب كرة قدم إنجليزي.

### نوفمبر
- 7 نوفمبر – جون لينكس
- 8 نوفمبر – مارتن بيترس لاعب ومدرب كرة قدم إنجليزي.
- 10 نوفمبر – روث هينغ
- 13 نوفمبر – هوارد ويلكينسون لاعب كرة قدم.
- 22 نوفمبر – ايان موريسون

### ديسمبر
- 18 ديسمبر – كيث ريتشاردز
- 29 ديسمبر – ميكي فان
- 31 ديسمبر – بن كينغسلي ممثل إنجليزي.

## وفيات

### يناير
- 9 يناير – كولينجوود (مواليد 1889)
- 15 يناير – إريك نايت (مواليد 1897) كاتب بريطاني.

### مارس
- 24 مارس – جورج هيليارد (مواليد 1864) لاعب كرة مضرب بريطاني.

### أبريل
- 1 أبريل – أليكس غراهام (مواليد 1890) لاعب كرة قدم اسكتلندي.
- 26 أبريل – أليستر وندسور الثاني دوق كونوت وستراذرن (مواليد 1914)
- 30 أبريل – بياتريس ويب (مواليد 1858) اقتصادية من المملكة المتحدة.

### يونيو
- 1 يونيو – ليزلي هوارد (مواليد 1893)
- 24 يونيو – فريدريك إيفانز (مواليد 1853) مصور بريطاني.

### يوليو
- 27 يوليو – هربرت روبر باريت (مواليد 1873) لاعب كرة قدم إنجليزي.

### سبتمبر
- 21 سبتمبر – هوارد كينغسلي وود (مواليد 1881) سياسي بريطاني.

### أكتوبر
- 7 أكتوبر – جو ديفيز (مواليد 1864) لاعب كرة قدم ويلزي.
- 7 أكتوبر – رادكليف هول (مواليد 1880)

### ديسمبر
- 6 ديسمبر – جي. سميث (مواليد 1872)
- 7 ديسمبر – روث بيلفيل (مواليد 1854) سيدة أعمال من المملكة المتحدة.
- 22 ديسمبر – بياتريكس بوتر (مواليد 1866)